# Макариха (Волоколамський район)
Макариха  (рос. Макариха) - присілок у Волоколамському районі Московської області Російської Федерації.
Орган місцевого самоврядування - сільське поселення Теряєвське. Населення становить 1178 осіб (2013).

## Історія
З 14 січня 1929 року входить до складу новоутвореної Московської області. Раніше належало до Волоколамського повіту Московської губернії.
Сучасне адміністративне підпорядкування сільському поселенню з 2006 року.

## Населення
| 2002 | 2006 | 2010  |
| ---- | ---- | ----- |
| 87   | ↗655 | ↗1178 |